# Docklands Light Railway

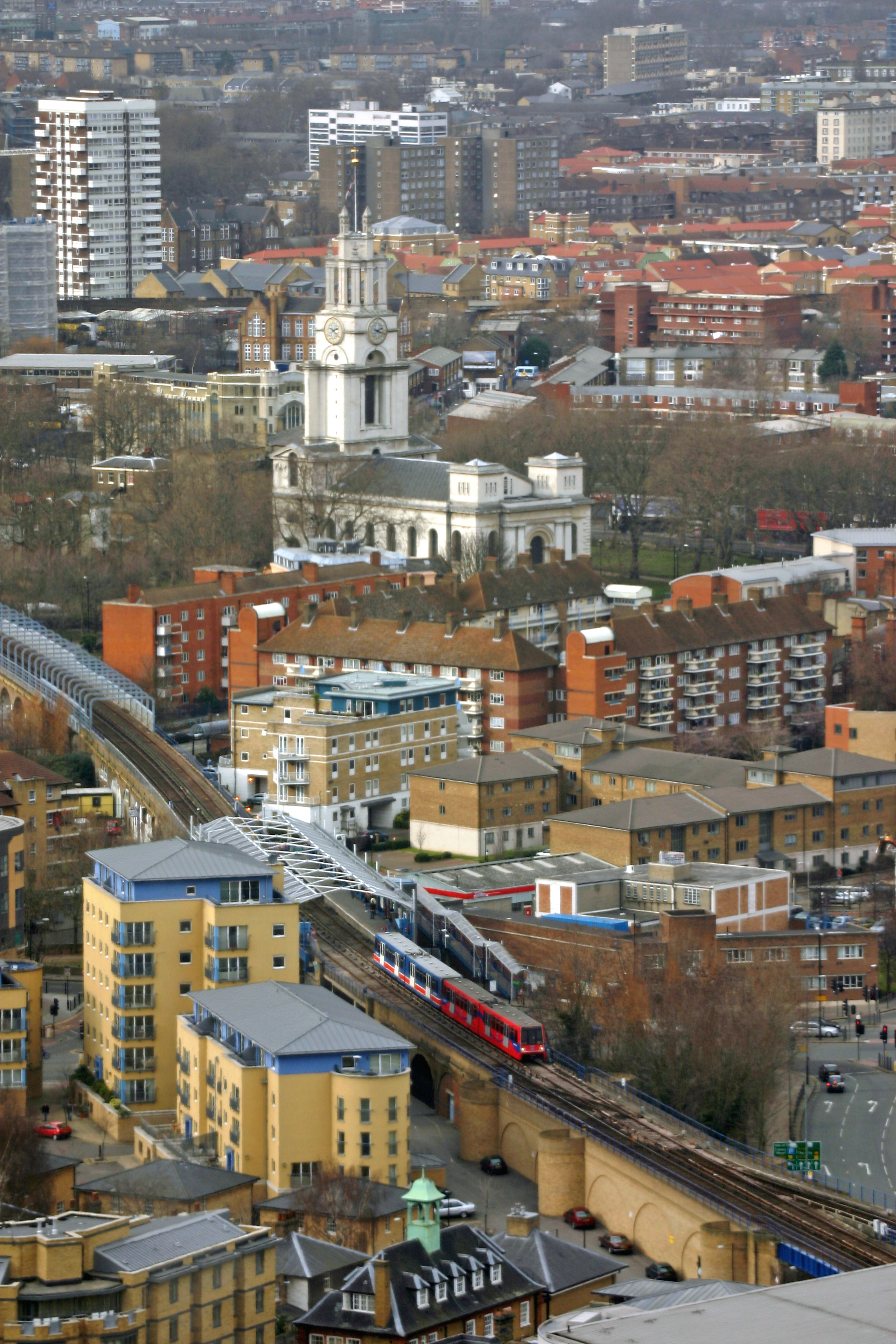
Trem saindo da Estação Westferry

Docklands Light Railway (DLR) é um sistema de metrô leve, que atende a área de Docklands e a região leste de Londres, Inglaterra.
O serviço teve início em 31 de agosto de 1987, e conta com 40 estações em 31 km de linha, transportando cerca de 60 milhões de passageiros por ano.

Mapa da "Docklands Light Railway"

## Ramais

### Ramal oeste
Em Londres, dois terminais oferecem partidas de serviços diferentes:
- Bank, na City, o bairro de negócios;
- Tower Gateway, perto de Tower Hill a estação servindo a Torre de Londres.

Em seguida, no subúrbio próximo:
- Shadwell
- Limehouse, em correspondência com a ferrovia.
- Westferry, local da primeira bifurcação.

### Ramal sul
Este ramal serve a Ilha dos Cães (Isle of Dogs) e a área das antigas docas do bairro West India. Esta área se tornou um centro de negócios com imóveis altos e alguns arranha-céus. O encaminhamento de muitos funcionários nesta área é fornecido por sete paradas por vezes muito próximas:
- West India Quay
- Canary Wharf, correspondência com a Jubilee line do Underground.
- Heron Quays
- South Quay
- Crossharbour & London Arena
- Mudchute
- Island Gardens, antigo terminal do ramal, no extremo norte do túnel de pedestres sob o Tâmisa levando a Greenwich.

Agora estendida, a linha atravessa em subterrâneo o Tâmisa e passa sobre a margem direita:
- Cutty Sark : servindo o sítio marítimo de Greenwich declarado Patrimônio Mundial pela UNESCO.
- Greenwich, correspondência com a rede ferroviária.
- Deptford Bridge
- Elverson Road
- Lewisham, correspondência com a rede ferroviária.

### Ramal leste
- Poplar no cruzamento dos eixos norte e sul da DLR.
- Blackwall
- East India
- Canning Town em correspondência com a Jubilee line.

O ramal oriental se divide em dois ramais a leste da estação Canning Town

#### Ramal lesteCanning Town - Beckton
- Royal Victoria
- Custom House que tem acesso direto ao ExCEL.
- Prince Regent
- Royal Albert
- Beckton Park
- Cyprus
- Gallions Reach
- Beckton

#### Ramal lesteCanning Town - Woolwich Arsenal
- West Silvertown
- Pontoon Dock
- London City Airport
- King George V
- Woolwich Arsenal

#### Ramal leste-norteBeckton/Woolwich Arsenal - Stratford international
- Canning Town em correspondência com a Jubilee line
- Star Lane
- West Ham em correspondência com as Hammersmith & City, District e Jubilee lines e as linhas da National Rail
- Abbey Road
- Stratford High Street
- Stratford em correspondência com as Central e Jubilee lines, o Overground e as linhas da National Rail
- Stratford International em correspondência com os trens usando a linha de alta velocidade que serve o túnel da Mancha, ...

Este ramal inaugurado em 2011 foi criado para ligar a Estação Internacional de Stratford (Eurostar, Southeastern) ao Parque Olímpico para os Jogos Olímpicos de Londres de 2012

### Ramal norte
A partir de Poplar :
- All Saints
- Langdon Park
- Devons Road
- Bow Church, perto de Bow Road sobre as District e Hammersmith & City Lines do Underground.
- Pudding Mill Lane
- Stratford, estação em correspondência com as Central e Jubilee Lines, e a linha londrina da National Rail.